# Todo va a estar bien
Todo va a estar bien es una serie de televisión web mexicana de comedia dramática creada y dirigida por Diego Luna. La serie gira en torno a Ruy (Flavio Medina) y Julia (Lucía Uribe) una pareja que vive bajo el mismo techo, pero a la cual les pasa como a muchas otras, tener una relación que ya no funciona. Ambos tratan de llevar sus vida en armonía por su hija. Consta de una temporada con un total de 8 episodios, y se estrenó el 20 de agosto de 2021 en Netflix.

## Reparto
- Flavio Medina como Ruy
- Lucía Uribe como Julia
- Isabella Vásquez como Andrea[4]
- Mercedes Hernández como Idalia[4]
- Pierre Louis como Fausto[4]

## Episodios
| N.º | Título                 | Fecha de lanzamiento original |
| --- | ---------------------- | ----------------------------- |
| 1   | «Ortiburcio»           | 20 de agosto de 2021          |
| 2   | «La odio»              | 20 de agosto de 2021          |
| 3   | «Gallo negro»          | 20 de agosto de 2021          |
| 4   | «Yo también»           | 20 de agosto de 2021          |
| 5   | «Salazar»              | 20 de agosto de 2021          |
| 6   | «Femenino/Masculino»   | 20 de agosto de 2021          |
| 7   | «La noche»             | 20 de agosto de 2021          |
| 8   | «Todo va a estar bien» | 20 de agosto de 2021          |